# Estavar
Estavar – miejscowość i gmina we Francji, w regionie Oksytania, w departamencie Pireneje Wschodnie.
Według danych na rok 1990 gminę zamieszkiwało 358 osób, a gęstość zaludnienia wynosiła 39 osób/km² (wśród 1545 gmin Langwedocji-Roussillon Estavar plasuje się na 589. miejscu pod względem liczby ludności, natomiast pod względem powierzchni na miejscu 797.). 

## Zabytki
Zabytki na terenie gminy posiadające status monument historique:
- kościół św. Juliana (Église Saint-Julien d'Estavar)

## Populacja

Populacja Estavar w latach 1962–2008